# Liechtenstein aux Jeux olympiques d'été de 1968
Le Liechtenstein participe aux Jeux olympiques d'été de 1968 à Mexico au Mexique du 12 au 27 octobre 1968. Il s'agit de sa 6e participation à des Jeux d'été. Le pays est représenté par deux athlètes et ne remporte pas de médaille au cours de ces Jeux.

## Athlétisme
Hommes
Courses
| Athlète         | Épreuve | Séries        | Séries       | Demi-finales | Demi-finales | Finale   | Finale |
| Athlète         | Épreuve | Résultat      | Rang         | Résultat     | Rang         | Résultat | Rang   |
| --------------- | ------- | ------------- | ------------ | ------------ | ------------ | -------- | ------ |
| Xaver Frick Jr. | 800 m   | 1 min 52 s 68 | 7e (éliminé) | –            | –            | –        | –      |
| Xaver Frick Jr. | 1 500 m | 4 min 15 s 38 | 9e (éliminé) | –            | –            | –        | –      |

Combinés – Décathlon
| Athlète          | Épreuve  | 100 m   | SL     | LP      | SH     | 400 m   | 110 H   | LD      | SP     | LJ      | 1 500 m       | Total | Rang |
| ---------------- | -------- | ------- | ------ | ------- | ------ | ------- | ------- | ------- | ------ | ------- | ------------- | ----- | ---- |
| Franz Biedermann | Résultat | 11 s 56 | 6,30 m | 10,94 m | 1,70 m | 51 s 45 | 15 s 59 | 30,67 m | 3,90 m | 44,92 m | 4 min 47 s 82 | 6 323 | 19e  |
| Franz Biedermann | Points   | 687     | 671    | 528     | 588    | 744     | 797     | 489     | 780    | 563     | 476           | 6 323 | 19e  |